# Татищево (Челябінська область)
Татищево (рос. Татищево) — село у Карталинському районі Челябінської області Російської Федерації.
Входить до складу муніципального утворення Великопетровське сільське поселення. Населення становить 156 осіб (2010).

## Історія
Від 4 листопада 1924 року належить до Карталинського району Челябінської області.
Згідно із законом від 17 вересня 2004 року органом місцевого самоврядування є Великопетровське сільське поселення.

## Населення
| 2002 | 2010 |
| ---- | ---- |
| 244  | ↘156 |